# Liste der Schweizer Botschafter in Russland
Diese Liste enthält alle Schweizer Botschafter in Russland und der Sowjetunion.

## Missionschefs
- 1906–1917: Édouard Odier (1844–1919), Gesandter mit Sitz in St. Petersburg.
- 1918–1918: Albert Junod (1865–1951), Ministerresident

1919 bis 1946: unbesetzt

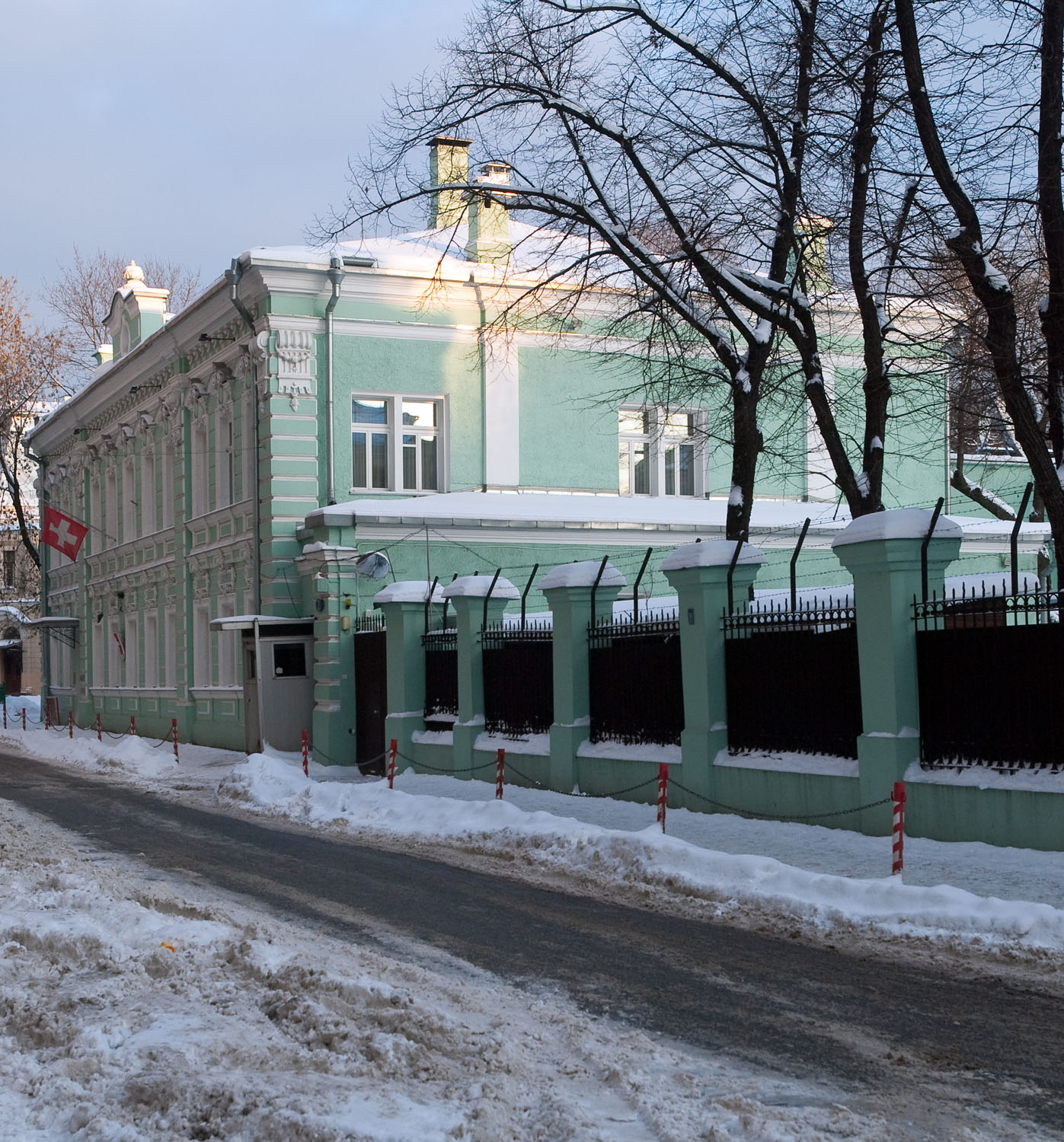
Altbau der Schweizer Botschaft im Moskauer Verwaltungsbezirk Zentrum

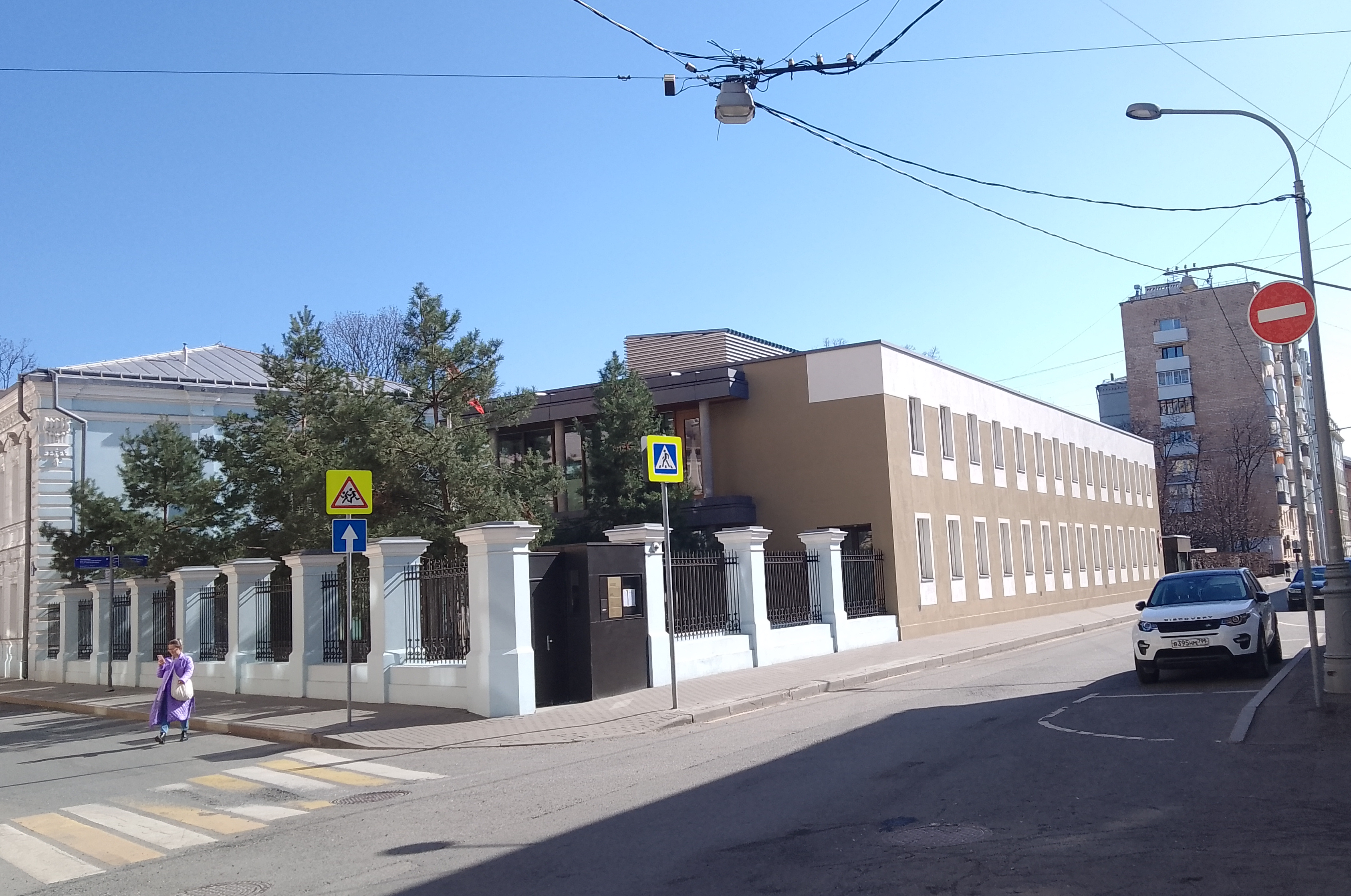
Schweizer Botschaft im Moskau (2023)

- 1946–1948: Hermann Flückiger (1885–1960), Gesandter mit Sitz in Moskau.
- 1948–1950: Hans Zurlinden (1892–1972)
- 1950–1953: Camille Gorgé (1893–1978)
- 1953–1957: Edouard de Haller (1897–1982)
- 1957–1961: Alfred Zehnder (1900–1983), Botschafter
- 1961–1964: Max Troendle (1905–2004)
- 1964–1966: Anton Roy Ganz (1903–1993)
- 1966–1969: August R. Lindt (1905–2000)
- 1969–1973: Jean de Stoutz (1913–1973)
- 1974–1977: René Faessler (1913–1982)
- 1978–1982: Alfred Reinhard Hohl (1930–2004)
- 1982–1987: Karl Fritschi (1928–2004)
- 1987–1991: Francis Pianca (1931–2002)
- 1991–1995: Jean-Pierre Ritter (1931–2000)
- 1995–1999: Johann Bucher (1942-)
- 2000–2003: Walter Fetscherin (1945-)
- 2004–2009: Erwin Hofer (1949-)
- 2009–2011: Walter Gyger
- 2011–2016: Pierre Helg (1955-)
- 2017–2020: Yves Rossier (1960-)
- seit 2021: Krystyna Marty (1966–)

Ab 1906 selbständige Gesandtschaft, seit 1957 Botschaft.